# Конопляный чай

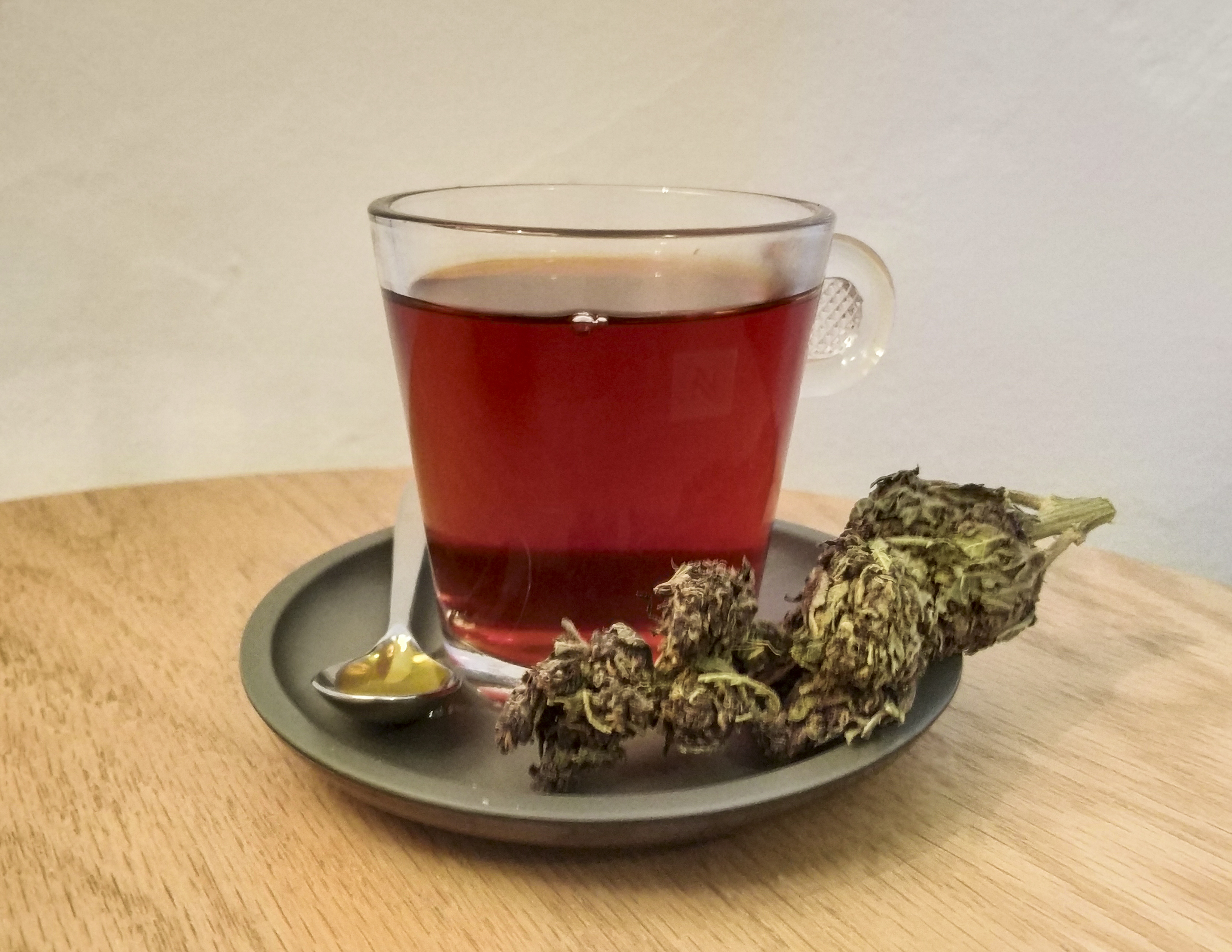
Чай из конопли с корицей и ложкой меда

Конопляный чай — напиток, приготовленный путём замачивания различных частей конопли в горячей или холодной воде. Чай из конопли широко известен как альтернативная форма приготовления и потребления конопли. Хотя и не так часто практикуемый метод как курение или потребление пищевых продуктов, употребление чая из конопли может вызвать сопоставимые физические, психические и терапевтические эффекты. Воздействие в значительной степени объясняются содержанием тетрагидроканнабинола в чае, уровень которого резко зависит от индивидуальных методов приготовления, включающих объём, количество конопли и время кипячения.

## Народная медицина
Чай из конопли использовался в народной медицине, так как считалось, что он лечит ревматизм, цистит и различные заболевания мочеотделительной системы.